# Piotr Kartawik
Piotr Kartawik (ur. 25 czerwca 1918 w Sołach, zm. 16 lutego 1969) – pułkownik Wojska Polskiego, kynolog, hodowca psów. W 1959 roku zajął się rekonstrukcją rasy ogara polskiego sprowadzając z Litwy trzy suki (Burzanę, Zorkę oraz Czitę) i zakładając hodowlę „Z Kresów”.

## Życiorys
Syn Aleksandra i Marii, miał czwórkę rodzeństwa. Po wybuchu I wojny światowej jego rodzina została ewakuowana do miejscowości Soły. Szkołę powszechną ukończył w Smorgoniach. W 1935 roku rozpoczął pracę w Urzędzie Gminy w Smorgoniach jako referent podatkowy. Po agresji ZSRR na Polskę znalazł się na terenach wcielonych do ZSRR i w 1940 roku został powołany do służby w Armii Czerwonej. W Kazaniu odbył kurs podoficerów artylerii. 
Z chwilą ataku III Rzeszy na ZSRR walczył w rejonie Białegostoku, Grodna i pod Smoleńskiem. W grudniu 1941 roku został wzięty do niewoli ale udało mu się zbiec i ukryć w rodzinnych stronach. Związał się z grupą partyzantów radzieckich im. „Kutuzowa”, w 1944 roku wstąpił do Armii Krajowej. Brał udział w walkach o wyzwolenie Wilna. 
7 sierpnia 1944 roku wstąpił do ludowego Wojska Polskiego i został skierowany na kurs oficerski do Riazania. Po jego ukończeniu w marcu 1945 roku został skierowany na front jako dowódca plutonu zwiadu 4 pułku piechoty 2 Dywizji Piechoty. Wyróżnił się podczas walk o forsowanie Odry i Łaby, brał udział w walkach o zdobycie Berlina.
Po zakończeniu działań wojennych pozostał w Wojsku Polskim. Służył w Kielcach jako dowódca batalionu, następnie został przeniesiony do Krosna Odrzańskiego. Od 2 listopada 1949 roku do 7 czerwca 1950 był słuchaczem Wyższej Szkoły Piechoty. W 1959 roku został przeniesiony do Wrocławia, gdzie pracował w sztabie Śląskiego Okręgu Wojskowego. 
W latach 1957–1959 był słuchaczem Wojskowej Oficerskiej Szkoły Ogniowej w Olsztynie i Elblągu, w 1963 roku został skierowany do Opola, gdzie pracował w Wojskowej Komendzie Uzupełnień. Od 1966 roku, w sztabie ŚOW, nadzorował prac WKU w województwie wrocławskim. 
W 1959 roku rozpoczęła się również jego działalność związana z kynologią. Został przewodniczącym dolnośląskiej Komisji Hodowli i Tresury Psa Myśliwskiego, w Naczelnej Radzie Łowieckiej został członkiem takiej komisji. W 1959 roku sprowadził dwie suki (Czitę i Zorkę) oraz psa (Burzana), które stały się podstawą założonej przez niego hodowli psów myśliwskich. Poprzez wieloletnią selekcję doprowadził w 1966 roku do zatwierdzenia wzorca ogara polskiego przez Międzynarodową Federację Kynologiczną (FCI).
Zginął 16 lutego 1969 roku podczas polowania. Za przyczynę śmierci uznano niesprawność broni, która doprowadziła do jego samopostrzelenia.

## Życie prywatne
7 października 1947 roku w Kielcach poślubił Otylię z domu Rejmuza, z którą miał córki – Alicję, Marylę, Annę i Elżbietę.

## Ordery i odznaczenia
- Krzyż Srebrny Orderu Virtuti Militari,
- Krzyż Walecznych,
- Srebrny Medal „Zasłużonym na Polu Chwały”,
- Krzyż Partyzancki,
- Medal za Warszawę 1939–1945,
- Medal „Za udział w walkach o Berlin”.